# 8 (álbum de Caramelos de Cianuro)
8 es el octavo álbum en estudio de la banda venezolana Caramelos de cianuro, editado en 2015.

## Elaboración
El 28 de octubre de 2014 Caramelos de Cianuro estrenó la canción "Tu eres de esas" durante una presentación en Caracas durante su última gira para la fecha. El tema formará parte del nuevo disco de estudio que la agrupación venezolana estrenará, a mediados del año 2015.
En una entrevista con Erika de la Vega y Ana María Simons en "Un mundo perfecto" (Onda la super-estación) durante la promoción de "La Carretera" El Enano menciona que su canción Favorita del nuevo álbum se llama "Abismo"
El 24 de enero antes de irse a Madrid, España a terminar de Grabar su disco, Caramelos de Cianuro participa en Encabinados grabado para ese entonces en Brooklyn - New York. Aquí confirman nombres como "Tocado por un ángel" y "Jazz" a la cual el vocalista Asier Cazalis hace referencia como "El perro verde del disco, como la canción rara" y de la que revela una estrofa a capela. También dan a conocer dos canciones más como lo son "Euforia" y "El instante pasó".
Este álbum contará con la producción de Héctor Castillo, quien ya trabajó en el disco homónimo.
A finales de julio de 2015, dieron a conocer su primer sencillo "Secreto" a través de YouTube

## Lanzamiento
El álbum se lanzó el 30 de julio de 2015 en iTunes.

## Lista de canciones
| N.º | Título                   | Duración |  |
| 1.  | «Secreto»                | 3:20     |  |
| 2.  | «Tú eres de Esas»        | 3:24     |  |
| 3.  | «El Instante Pasó»       | 4:21     |  |
| 4.  | «Jazz»                   | 2:42     |  |
| 5.  | «Suerte de Principiante» | 4:00     |  |
| 6.  | «Euforia»                | 3:04     |  |
| 7.  | «Tocado por un Ángel»    | 3:35     |  |
| 8.  | «Abismo»                 | 3:12     |  |
| 9.  | «Adiós a las Armas»      | 4:16     |  |
| 10. | «Baile Rock»             | 3:17     |  |